# آندروماک (مجموعه تلویزیونی)
آندروماک نام یک مجموعهٔ نمایشی تلویزیونی به کارگردانی «احمد آسوده» است که در سال ۱۳۷۴ تولید و از شبکه ۲ سیمای جمهوری اسلامی ایران پخش گردید.

## خلاصه داستان
این نمایش تلویزیونی ایرانی، بر اساس نمایشنامهٔ «آندروماک» از ژان راسین ساخته شده است. «پیرس فاتح» در جنگ، «هکتور» شوهر «آندروماک» را از پا در می‌آورد و از آندروماک تقاضای ازدواج می‌کند و تهدید می‌کند که اگر قبول نکند، فرزند او را خواهد کشت. آندروماک که به شوهرش وفادار است از پیرس می‌خواهد که پس از ازدواج، فرزندش را تحت حمایت خود بگیرد. در روز ازدواج در کلیسا، آندروماک خودکشی می‌کند و مردم نیز «پیرس فاتح» را می‌کشند.

## بازیگران و عوامل تولید

### بازیگران
- نادیا دلدار گلچین
- زهره مجابی
- معصومه آقاجانی
- خسرو فرحزادی
- حسین نیک‌اخلاق
- ایرج سنجری
- عباس توفیق
- وجیهه لقمانی

### عوامل تولید
- کارگردان هنری: احمد آسوده
- کارگردان تلویزیونی: حسین کامران‌نوش
- فیلمنامه: ژان راسین
- تصویربردار: جلال عموزاده، اسدالله قارونی، رافائل آرزومانیان
- فرمت تصویر: ویدئویی
- مدت زمان: ۱۵۰ دقیقه
- تعداد قسمت‌ها: ۵ قسمت
- محصول: گروه فرهنگ و ادب و هنر شبکه ۲ سیمای جمهوری اسلامی ایران
- سال تولید و پخش: ۱۳۷۴